# Gullkrona

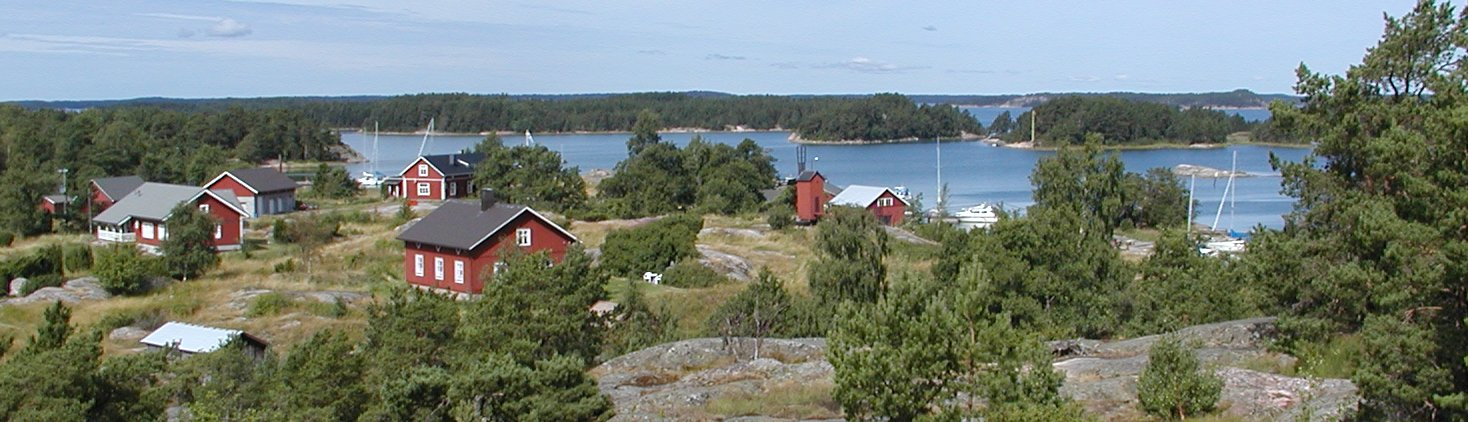
Gullkrona.

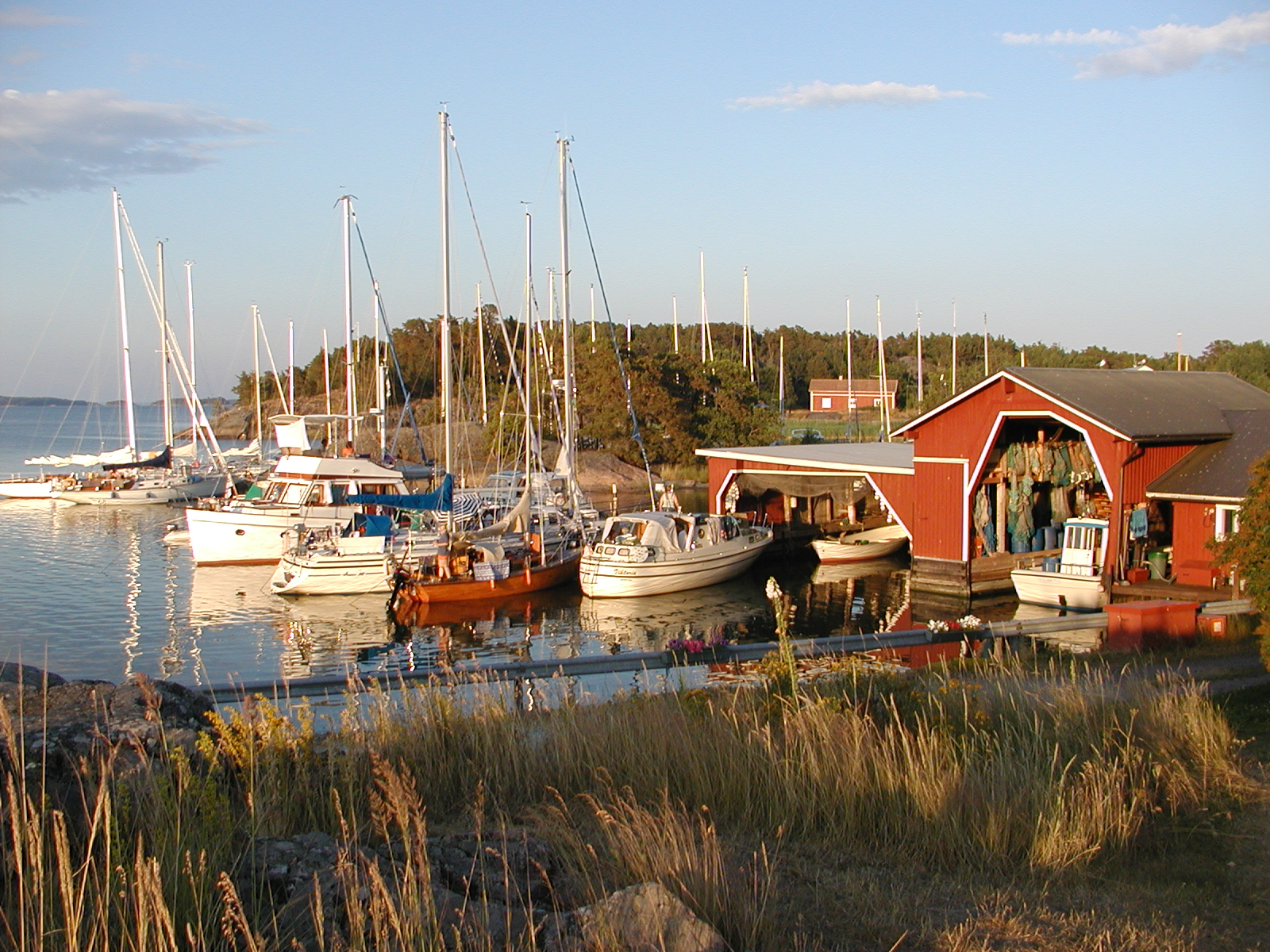
Gullkronas besökshamn sommaren 2005.

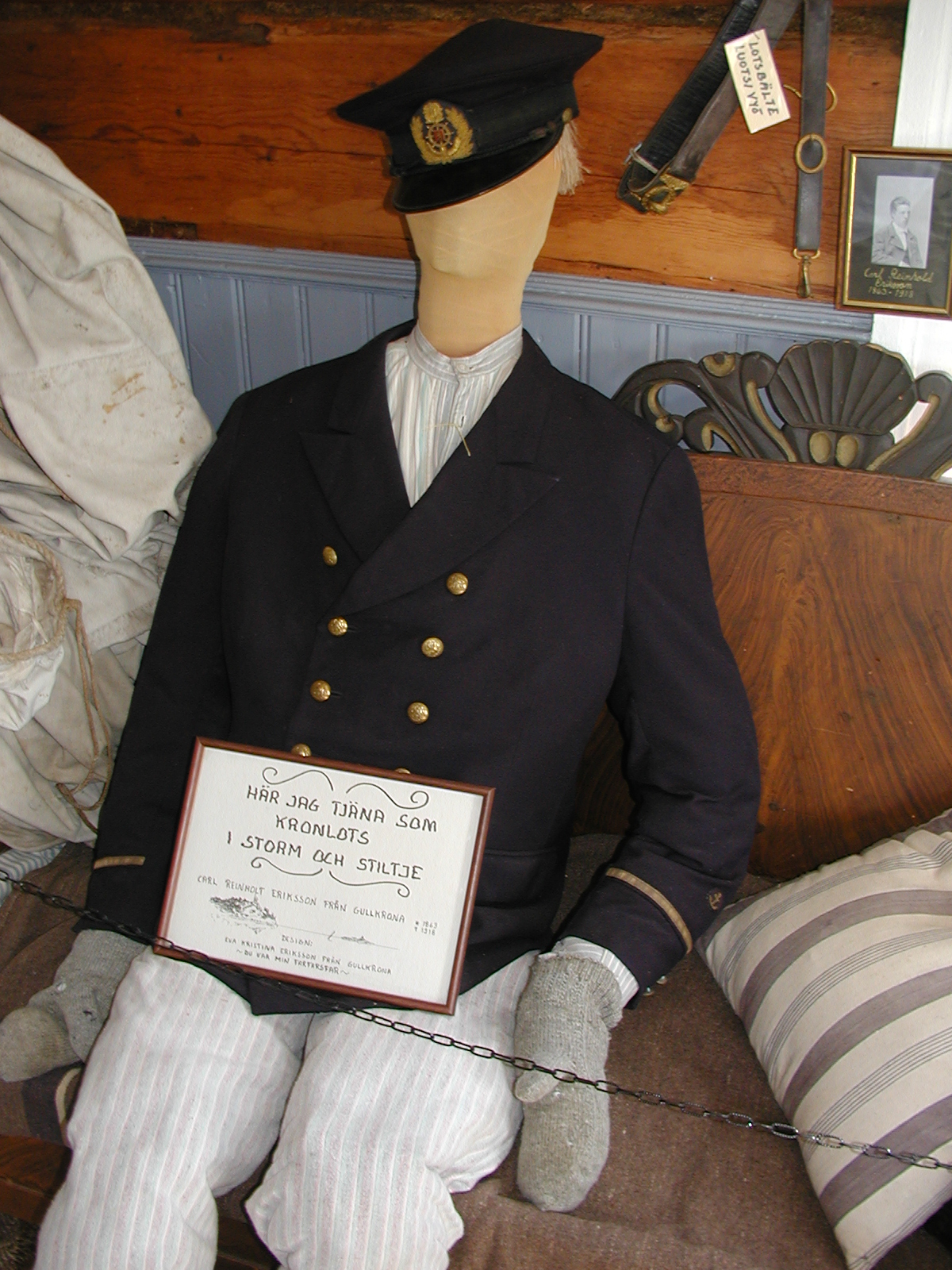
Gullkronas lotsmuseum.

Gullkrona är en ö i Skärgårdshavet, i kommundelen Nagu i Pargas i Finland, ca fyra sjömil sydost om Kirjais. Ön är bebodd året om. Det finns en liten gammal lotsstuga högst uppe på ön, som numera fungerar som ett litet museum. Det går också en naturstig runt ön.

## Historia
Gullkrona nämns första gången i 1540 års jordebok, då under namnet Guskruno. Den uppges då vara obebodd (en klippa bos intet uppå), men beskattades med fem öre. 1571 var ön bebodd och fiskarbonden tvingades bidra med drygt fyra mark till Älvsborgs lösen.
Gullkrona besökshamn, som varit mycket populär, stängdes efter säsongen 2008, då familjen som drivit den nu ville ha lugn och ro. Stängningen av gästhamnen behandlades i flera nummer av Åbo Underrättelser (från 19 augusti 2008). Sommarsäsongen 2009 var besökare åter välkomna för dagbesök och museet var öppet, men servicen var mer anspråkslös och båtplatser erbjöds inte för övernattning. 2017 planerade en ny ägare att öppna gästhamn.

## Gullkrona AB
Gullkrona kan också avse ett av föreningen Åbolands Hantverk rf ägt aktiebolag, som fått namn efter ön och fjärden. Bolagets målsättning är att ta tillvara och utveckla hantverket till en levande näringsgren – till ett framträdande inslag i Åbolands folkkultur.

## Sägner
Två sägner har olika förklaringar till namnet ”Gullkrona”.
Den mest kända handlar om att drottning Blanka av Namur 1348 följde med sin make kung Magnus Eriksson till Finland. Sägnen säger att drottningen skulle ha blivit så betagen av skärgårdens skönhet att hon offrade sin krona i fjärden.
Den andra sägnen säger att svenske kungen (oklart vilken kung som avses) begärde lots under sin färd till Åbo. Ingen av lotsarna var hemma, men en gammal gumma erbjöd sig att lotsa fartyget. När de väl ankom till Åbo frågade kungen vad hon ville ha i lotspeng. Hon svarade att hon ville ha Runsala. Det gick inte kungen med på, men han gav henne en av öarna de passerat på vägen.